# Victor Beck
Johan Victor Beck, född 12 mars 1852 i Stockholm, död 19 maj 1934 i Karlskrona, var en svensk bokbindare, son till Franz Beck och bror till Julia Beck. Johan Viktor Beck erhöll som sjuttonåring hantverksföreningens stora silvermedalj, genomgick Tekniska skolan och upptogs 1876 som delägare i faderns affär, vilken han 1886 övertog. Han besökte 1872, med ett statens resestipendium, utställningen i Köpenhamn samt 1873 världsexpositionen i Wien, där han lyckades erhålla någon inblick i ett nytt konstindustriellt förfaringssätt, lädermosaik, vilket han sedan på egen hand fört betydligt framåt. Från 1881 förvärvade han sig även skicklighet i läderplastik (punsning i tjockt läder till rent reliefarbete). De många praktarbeten av nämnda två slag, vilka från början av 1880-talet årligen utgått från firmans verkstad, har samtliga utförts av Beck själv, den ende i Sverige, som i nämnvärd mån utövat dessa svåra, men tacksamma konstindustrigrenar. Han blev 1881 samtidigt med fadern hedersmästare i Berlins bokbindarförening och erhöll bland annat guldmedalj på utställningarna i Paris 1894 och i Lübeck 1895. Till firman F. Beck & sons 50-årsjubileum 1893 utgav han en illustrerad minnesskrift, innehållande bland annat Spridda drag till bokbinderiets i Sverige historia 1843–1893.
Beck var från 1887 till sin död gift med Augusta Maria Kraak. Makarna är begravda på Katolska kyrkogården i Stockholm.